# 나이트로벤젠
나이트로벤젠(Nitrobenzene)은 벤젠을 혼합산(混合酸)으로 나이트로화하면 얻어지는 방향족 나이트로 화합물이다. 분자식은 C6H5NO2이며, 무색의 액체로서 분자량은 123, 녹는점은 5.8℃, 끓는점은 211℃, 비중은 1.2(0℃)이다.